# 中央直辖滇军干部学校
中央直辖滇军干部学校，是一所军事学校。

## 历史
是1923年（黄埔军校建立前一年）孙中山在广州滇军韶关讲武分校旧址设立的軍官学校，目的在于对第二次护法的驻粤滇军基层干部进行三民主义教育和提高军事素质教育，逐渐消除地方军阀意识，培养有国家意识的新型军事干部。孙中山任命周自得（云南嶍峨人，日本陆军大学毕业，国民党“一大”云南省代表，中央直辖滇军总司令部参谋长）为校长，杨华馨（云南腾冲人，日本政法学校同文陆军特别班毕业，国民党“一大”云南省代表，前国民党云南支部长，中央直辖滇军总司令部秘书长兼滇军总部党务整理委员，广州大元帅府咨议）为军校督导，熊式辉（日本陆军大学毕业）为教育长，包惠僧（北京大学毕业,后任黄埔军校政治部主任）为政治部主任。苏联军事专家费多尔·马采伊利克为该校的顾问。
中央直辖滇军干部学校1923年10-12月由驻粤滇军各师抽调基层军官经考试后录取350人，从其他军队和社会招收200人，学员教职员共600余人。学习期间，孙中山亲自安排课时给滇军干部学校学员上课，讲联俄联共、扶助农工的道理，教育军校学员思想行为由地方意识向国家共和意识升华，取得很好的效果，使驻粤滇军中下级干部都明白了应该为国家统一而战，为民族危亡而战。
滇军干部学校归时任中央直辖滇军总司令杨希闵管辖。滇军干部学校第一期开学时，孙中山还邀请香港民新影片公司总经理兼摄影师黎民伟拍摄纪录片《孙中山先生为滇军干部学校举行开幕典礼》，足以显见孙中山先生对中央直辖滇军干部学校及学员的期待和重视。

## 优秀学员
中央直辖滇军干部学校第一期学员于1924年双十节毕业，毕业生共513人。这些军校学生对提高军队素质起了很大的作用，毕业生中有很多人成为了著名的将领。如抗日战争中的国民革命军滇籍将领杨伯勋少将，王光荃少将，1937年牺牲的尉迟毓鸣少将和1941年中条山牺牲的黄仙谷少将就是中央直辖滇军干部学校第一期学员。